# Lava Fork
Lava Fork är ett vattendrag i Kanada och USA. Det ligger i provinsen British Columbia i Kanada och i delstaten Alaska i USA.
Trakten runt Lava Fork består i huvudsak av gräsmarker. Trakten runt Lava Fork är nära nog obefolkad, med mindre än två invånare per kvadratkilometer.